# Samma vindar, samma dofter 1968-2004
Samma vindar, samma dofter 1968-2004 är ett samlingsalbum från 2004 med den svenska rockgruppen Contact.
Albumet består i huvudsak av tidigare utgivet material från albumen Hon kom över mon och Utmarker. Utöver detta innehåller albumet Jag är lite ledsen ikväll (A-sida till singeln "Hon kom över mon", 1970), Fly mig en sommar (B-sida till singeln "Fyrvaktarens dotter", 1971) samt den helt nyinspelade låten Hon fattas mig (text och musik: Lorne de Wolfe). Skivnumret är MNWCD 2015.

## Låtlista
1. "Hon fattas mig" - 4:09
2. "Samma vindar, samma dofter" - 3:18
3. "Hon kom över mon" - 3:26
4. "Fisken" - 2:26
5. "Fyrvaktarens dotter" - 3:38
6. "Guldkalven" - 4:06
7. "Fly mig en sommar" - 2:40
8. "Ode till en fjord" - 3:26
9. "Nattens drottning" - 3:52
10. "Grannlåten" - 3:43
11. "Västerns son" - 4:20
12. "Vargarnas natt" - 4:17
13. "Rockkungen" - 1:56
14. "Jag är lite ledsen ikväll" - 2:57
15. "Baka, baka kaka" - 3:26
16. "Vägen gick vindlande grå" - 3:36
17. "Smultes vals" - 2:03
18. "Ogräset sprider sig på vallarna" - 2:22